# Surządek

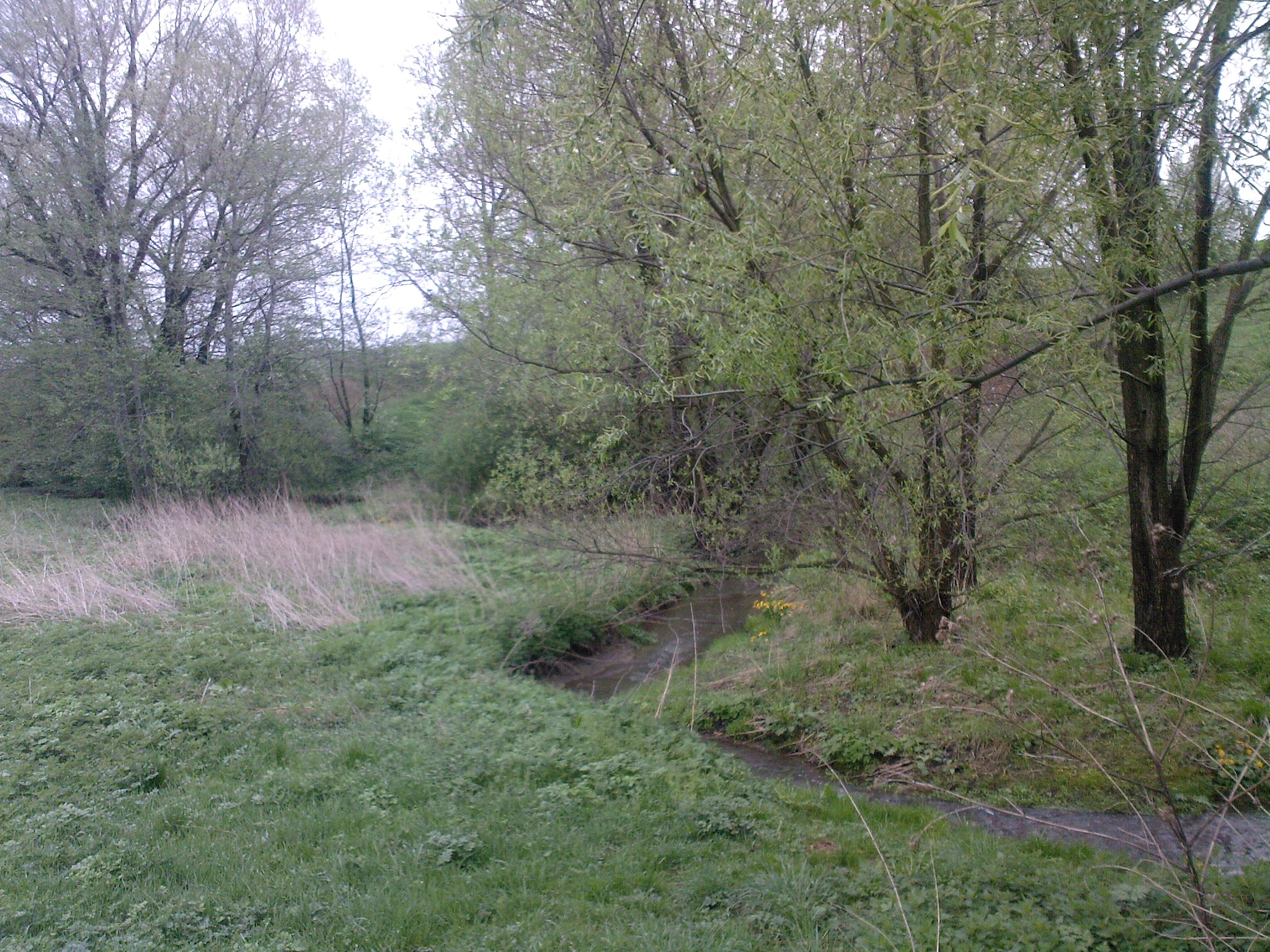
Potok Surządek w Radziechowach

Surządek to potok w Radziechowach, wypływający spod południowego zbocza Matyski, opływający ją, Jagodę i Podleszcze od strony południowej. U podnóża Podleszcza wpływa do niego mniejszy Biały Potok.
Surządek uchodzi do Soły.